# 신칸센 탈선 사고
신칸센 탈선 사고(일본어: 新幹線脱線事故)는 일본에서 신칸센이 탈선하는 사고를 말한다. 일본 신칸센은 고도의 안전성을 자랑하기 때문에 거의 탈선 사고를 일으키지 않지만, 대지진이 일어나면 탈선해 버리는 경우도 있다.

## 조에쓰 신칸센 탈선 사고
2004년 10월 23일 니가타현 주에쓰 지진으로 조에쓰 신칸센의 도키 325호가 탈선하는 사고가 발생했으며 그 외에도 조에쓰 신칸센 곳곳의 선로와 교각이 파괴되고 터널 노반 등이 높아지는 사고가 발생했다. 도키 325호(200계 K25편성·10량 리뉴얼 편성)이 시속 약 200km로 주행 중, 나가오카역을 약 5km 앞둔 다키타니 터널 근처에서 10량 중 8량이 탈선했다. 일본 내 신칸센이 영업 도중 탈선 사고가 발생한 것은 본진으로 발생한 사고가 최초이다.  이 사고로 JR동일본 사장은 지진의 심각성을 깨닫고 신칸센의 내진 설계를 보완하겠다고 발표하였다.

## 도호쿠 신칸센 탈선 사고
2022년 3월 16일 후쿠시마현 해역 지진으로 도호쿠 신칸센에서는 도쿄역 발 센다이역행(하행) 17량 야마비코 223호 열차가 후쿠시마역-시로이시자오역 구간에서 16량이 탈선하는 사고가 발생했다. 또한 탈선 사고와 함께 고가교가 손상되고 전신주가 휘어지며 교각 등이 붕괴하는 사고가 발생하였다. 신칸센이 영업 도중 탈선 사고가 발생한 것은 2004년 조에쓰 신칸센 탈선 사고 이후 두 번째 예다.

## 기타 사고
- 2011년 3월 11일 도호쿠 지방 태평양 해역 지진으로 도호쿠 신칸센은 센다이역 부근에서 열차가 탈선하는 사고가 발생했다.
- 2016년 4월 14일 구마모토 지진으로 큐슈 신칸센에서는 내려가는 800계 6량 편성의 회송 열차가 구마모토역 남측에서 탈선했다.[8]